# Attenschwiller
Attenschwiller é uma comuna francesa na região administrativa de Grande Leste, no departamento Alto Reno. Estende-se por uma área de 5,1 km². Em 2010 a comuna tinha 1 010 habitantes (densidade: 198 hab./km²).